# Pompônio Mamiliano
Pompônio Mamiliano (em latim: Pomponius Mamilianus) foi um senador romano nomeado cônsul sufecto para o nundínio de maio a junho de 100 com Lúcio Herênio Saturnino. É conhecido principalmente através de inscrições e por ter sido correspondente de Plínio, o Jovem. Seu nome completo era Tito Pompônio Mamiliano Rufo Antistiano Funisulano Vetoniano (em latim: Titus Pomponius Mamilianus Rufus Antistianus Funisulanus Vettonianus).

## Nome
Seu nome completo era 'Pomponius T.f. Gal. Mamilianus Rufus Antistianus Funisulanus Vettonianus, como atesta uma inscrição recuperada em Deva Victrix, mas as fontes discordam sobre seu prenome. Os Fastos Ostienses apresentam "Lúcio", mas um diploma militar mostra "Tito. Como a inscrição de Deva acima está danificada neste ponto, ela não consegue resolver a questão. Sobre o último elemento de seu nome, "Funisulano Vetoniano", os estudiosos concordam que ela indica alguma relação com o general e cônsul sufecto em 78 Lúcio Funisulano Vetoniano, mas discordam sobre que relação seria esta. Alguns defendem que ele seria filho adotivo testamentário dele enquanto que outros argumentam que Mamiliano era filho ou sobrinho dele que depois foi adotado por um Pompônio. Olli Salomies concorda com Ronald Syme e interpreta o nome de Mamiliano como evidência de que o pai ou o avô dele se casou com uma Funisulana parente de Funisulano Vetoniano.

## Carreira
A carreira política de Mamiliano é apenas parcialmente conhecida. A inscrição de Deva atesta que ele foi comandante da legião estacionada no forte romano no local, que na época era a Legio XX Valeria Victrix. Anthony Birley nota que ele estava "com trinta e poucos anos" quando comandou a legião, afirma que ele a comandou no início da década de 90 e nota que Mamiliano "devia sua nomeação ao imperador Domiciano".
Cópias de duas cartas que Plínio escreveu para ele sobreviveram, datadas entre 107 e 108. Uma, escrita enquanto Plínio estava ocupado com uma vindima, menciona o amor de Mamiliano pela caça. A outra alude à vida militar de Mamiliano, o que já foi interpretado como evidência de que ele era governador de uma província militar, o que implica numa província imperial.
Segundo Birley, Tito Pompônio Antistiano Funisulano Vetoniano, cônsul sufecto em 121, era "presumivelmente" seu filho.